# Leon Manteuffel-Szoege
Leon Edward Manteuffel-Szoege (ur. 22 kwietnia?/5 maja 1904 w Rzeżycy, zm. 26 marca 1973 w Warszawie) – polski chirurg, twórca polskiej szkoły chirurgii klatki piersiowej i serca.

## Życiorys
Urodził się w rodzinie barona Leona Jana Józefa Manteuffel-Szoege (1865–1951) i Anieli Tekli Marii z Zielińskich h. Ciołek (1871–1943). Był bratem Tadeusza (1900–1902), Tadeusza Juliusza Józefa i Edwarda Antoniego. Ukończył studia lekarskie na Uniwersytecie Warszawskim pod kierunkiem prof. Zygmunta Radlińskiego. Podczas II wojny światowej był lekarzem działającym w konspiracji, używał pseudonimu „Krab”. Przez całą okupację pracował w klinice Szpitala Wolskiego, był jednym z trzech lekarzy, którzy przetrwali masakrę Woli. Swoje przeżycia i przyjaźń z drugim z ocalonych lekarzy, Stefanem Wesołowskim, opisał w książce „Historia jednej przyjaźni”, bardzo wysoko ocenionej przez środowisko lekarskie.
Od 1945 roku pełnił funkcję ordynatora oddziału chirurgii w warszawskim Szpitalu Wolskim, który pięć lat później stał się kliniką chirurgii przy Instytucie Gruźlicy i Chorób Płuc. W roku 1954 obronił pracę doktorską, jednak już wcześniej zasłynął z wprowadzania pionierskich zabiegów chirurgicznych, których nie stosowano wcześniej w polskiej medycynie. W 1948 roku przeprowadził zabieg resekcji przełyku, osierdzia i podwiązania na stałe przewodu tętniczego (zwanego przewodem Botalla). Pięć lat później, w roku 1953, razem z Janem Mollem dokonał zwężenia ujścia żylnego lewego, a w 1954 roku z Janem Kossakowskim przeprowadził zabieg zwężenia ujścia aorty. W 1955 otrzymał Nagrodę Państwową II stopnia za osiągnięcia w leczeniu chirurgicznym chorób serca i dużych naczyń krwionośnych. Przeprowadzając operacje na otwartym sercu związane z korektą wrodzonych i nabytych wad serca, od 1959 roku stosował krążenie pozaustrojowe. Kierowana przez niego klinika była miejscem, gdzie po raz pierwszy w Polsce zastosowano urządzenie zwane płucosercem. W 1967 roku przygotowywał do operacji wstawienia sztucznej zastawki poetkę Halinę Poświatowską.
Leon Manteuffel-Szoege był członkiem Francuskiej Akademii Chirurgicznej i wielu zagranicznych towarzystw naukowych. W roku 1964 otrzymał doktorat honoris causa Uniwersytetu Jagiellońskiego. Był autorem ok. 130 prac naukowych dotyczących antropologii, onkologii i chirurgii. Część prac o charakterze filozoficznym przedstawiała poglądy Leona Manteuffla-Szoegego na temat etyki lekarskiej, pracy klinicysty i działalności społecznej.
Był mężem Barbary z Kampionich (1906–1988), doc. dr med., ftyzjatry. Mieli córkę Barbarę Marię Manteuffel-Devaris (1932–1989), architekt, zamieszkałą w Anglii.
Zmarł w Warszawie, pochowany na cmentarzu Powązkowskim (kwatera 163-3-36).

## Dorobek naukowy
Niektóre pozycje dorobku naukowego:

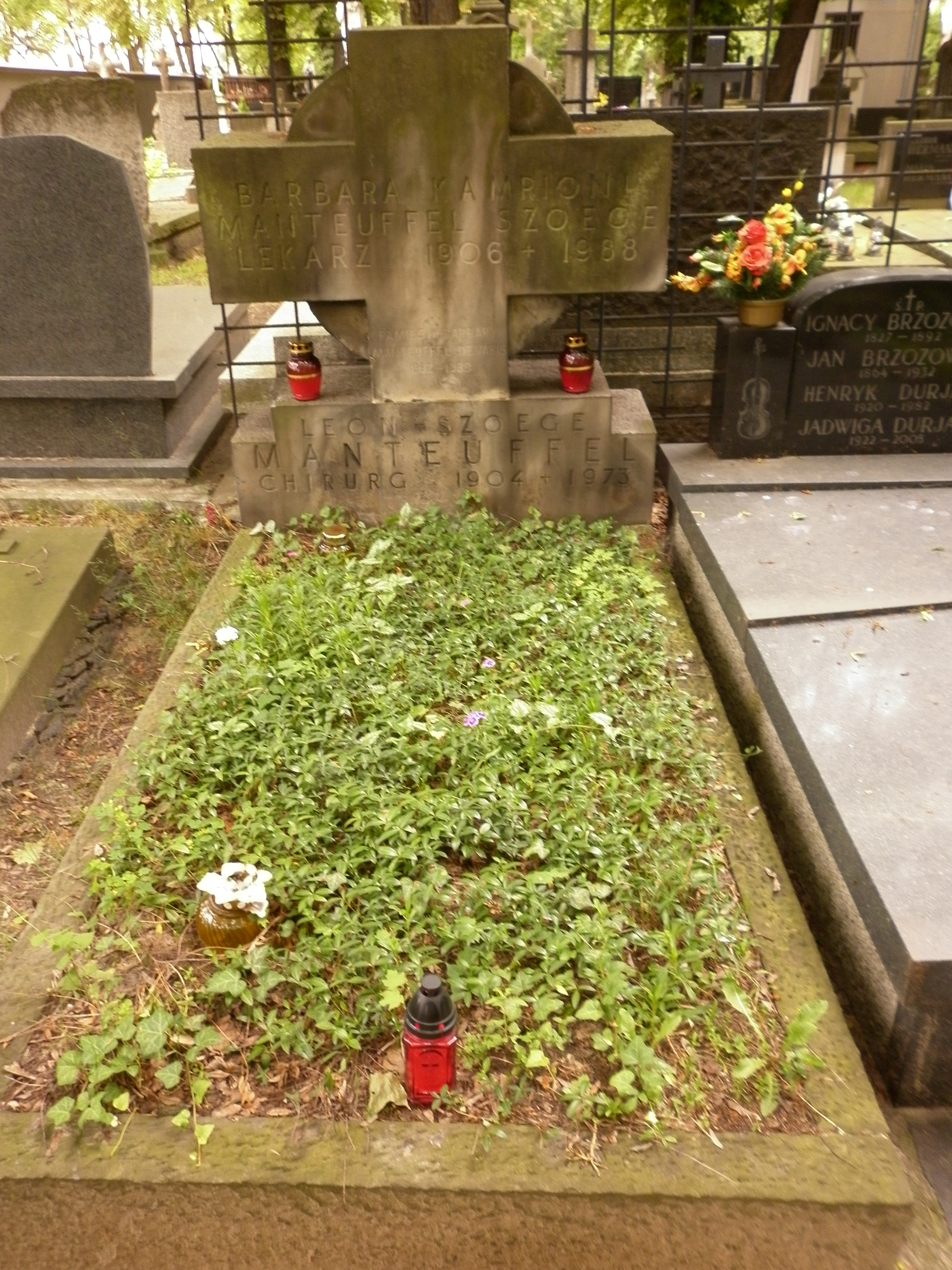
Grób Leona Manteuffla-Szoegego na cmentarzu Powązkowskim

- (1973) Reflections on the mechanical function of the heart[15]
- (1973) Some hemodynamic problems of extracorporeal circulation perfusion in relation to the hemodynamics of physiological circulation[16]
- (1971) Paradoxes of hemodynamics (II)[17]
- (1971) Paradoxes in hemodynamics (I)[18]
- (1971) The Chalubiński legend?[19]
- (1970) Mitral commissurotomy. Results in 1700 cases[20]
- (1970) In memoriam: Docent Dr. med. Zbigniew Woźniewski (1914–1969)[21]
- (1970) Morphology of blood flow in blood vessels. Preliminary report[22]
- (1970) Zbigniew Woźniewski (1914–1969)[23]
- (1970) Professor dr med. Stefania Chodkowska (4.8.1897–16.9.1969)[24]
- (1969) Die Morphologie des Blutstroms in den Blutgefäßen. Erste Forschungsergebnisse[25]
- (1969) Morphology of blood circulation in blood vessels. Preliminary studies[26]
- (1969) Remarks on blood flow. (The problem of the specific haemodynamic properties of blood)[27]
- (1967) Surgical treatment of tetralogy of fallot. Diagnosis, indications, surgery selection and results of operative treatment[28]
- (1966) On the possibility of blood circulation continuing after stopping the heart[29]
- (1966) Dr Edward Zieliński (1861–1921)[30]
- (1965) An attempt to analyze hemodynamic changes during the use of extracorporeal circulation[31]
- (1965) Paradoxical hemodynemic phenomena[32]
- (1964) On mechanisms for circulatory arrest and restoration under various clinical and experimental conditions[33]
- (1964) Clinical thought and clinical thinking (attempted characterization of the problem from the surgical point of view)[34]
- (1964) On stopping and restarting of circulation in deep hypothermia[35]
- (1963) Haemodynamic disturbances in normo and hypothermia with excluded heart and during acute heart muscle failure[36]
- (1962) The problem of blood circulation in normo- and hypothermia[37]
- (1962) Some new aspects about the haemodynamics of deep hypothermia[38]
- (1961) Observations On Hemodynamics In Moderate And Deep Hypothermia[39]
- (1961) A new view on the hemodynamics of deep hypothermia (role and significance of the „supplementary circulatory energy factor”)[40]
- (1961) Sources of motor energy of the blood (contribution to the problem of blood circulation in hypothermia)[41]
- (1961) Surgical therapy of aortic stenosis co-existing with mitral stenosis[42]
- (1961) Clinical use of Crafoord-Senning’s apparatus for extra-corporeal circulation[43]
- (1961) Experience with heart surgery with the use of extracorporeal circulation[44]
- (1960) Problem of the source of energy in blood circulation[45]
- (1960) Remarks on energy sources of blood circulation[46]
- (1960) Energy sources of blood circulation and the mechanical action of the heart[47]
- (1959) Influence of the lowering of temperature on blood viscosity and on the work of the circulatory system[48]
- (1958) Esophageal reconstruction with the colon[49]
- (1958) Nature of mechanical functions of the heart; The heart works like a hydraulic ram[50]
- (1957) Essay on the clarification of mechanical function of the heart; Battering ram-like function of the heart[51]
- (1956) Resection of the lung tissue in the treatment of pulmonary tuberculosis; Surgical technic and results[52]
- (1956) Colostomy of the upper stomach[53]
- (1955) Plastic surgery of the upper part of the stomach with a portion of the large intestine[54]
- (1954) Surgical treatment of constrictive pericarditis; Ten case reports[55]
- (1952) Results of surgical treatment of diseases of esophagus and gastric cardia[56]
- (1952) 100 Cases of pulmonary resection[57]
- (1952) Bronchial adenomas and their treatment[58]
- (1951) Mechanism of healing of tuberculous cavity[59]
- (1951) Surgical diathermy in the treatment of maxillary cancer[60]

## Ordery i odznaczenia
- Krzyż Oficerski Orderu Odrodzenia Polski (13 lipca 1954)[61]
- Krzyż Kawalerski Orderu Odrodzenia Polski (przed 1938)[62]
- Złoty Krzyż Zasługi (1 maja 1952)[63]
- Medal 10-lecia Polski Ludowej (13 stycznia 1955)[64]
- Odznaka honorowa „Za wzorową pracę w służbie zdrowia” (18 kwietnia 1951)[65]
- Złota Odznaka honorowa „Za Zasługi dla Warszawy” (1960)[66]